# Kelci Bryant
Kelci Bryant (Springfield (Illinois), 15 de janeiro de 1989) é uma saltadora estadunidense, medalhista olímpica.

## Carreira

### Londres 2012
Kelci Bryant representou seu país nos Jogos Olímpicos de Verão de 2012, na qual conquistou uma medalha de prata, no trampolim sincronizado com Abigail Johnston. 